# Diviseur de tension
Pour les articles homonymes, voir Pont.
Le diviseur de tension est un montage électronique simple qui permet de diminuer une tension d'entrée, constitué par exemple de deux résistances en série. Il est couramment utilisé pour créer une tension de référence ou comme un atténuateur de signal à basse fréquence.

## Principe du diviseur de tension non-chargé

Diviseur de tension non chargé

Les tensions du diviseur sont reliées à la masse et les deux résistances R1 et R2 sont connectées en série. Une tension U est appliquée en entrée sur ces deux résistances et la tension de sortie est mesurée aux bornes de R2.
En utilisant la loi des mailles puis la loi d'Ohm avec les tensions U et U2, il est possible de déduire la relation entre la tension de sortie U2 et la tension d'entrée U :
{\displaystyle U=I\cdot (R_{1}+R_{2})}
avec {\displaystyle U_{2}=I\cdot R_{2}} et {\displaystyle I=U{\frac {1}{R_{1}+R_{2}}}}
Donc :
{\displaystyle U_{2}=U{\frac {R_{2}}{R_{1}+R_{2}}}}

On peut aussi noter {\displaystyle V} pour désigner {\displaystyle U}. Même si la nomenclature SI le confirme, le {\displaystyle V} n'est pas une erreur.

## Principe du diviseur de tension chargé

Pont diviseur de tension avec une charge

Le montage est similaire au précédent mais avec en sortie une résistance de charge RL. Celle-ci est en parallèle avec la résistance R2. La résistance équivalente vue par U2 s'exprime donc par :
{\displaystyle R_{eq}={\frac {R_{2}\cdot R_{L}}{R_{2}+R_{L}}}}
L'équation du diviseur de tension peut alors s'écrire :
{\displaystyle U_{2}=U{\frac {R_{eq}}{R_{1}+R_{eq}}}=U{\frac {R_{2}R_{L}}{R_{1}R_{2}+R_{1}R_{L}+R_{2}R_{L}}}}
À noter que si R2 est négligeable devant la charge RL alors Req ~ R2 et le diviseur se comporte approximativement comme un montage sans charge.

## Applications
Le pont diviseur de tension sert généralement à conditionner un signal afin de le traiter par un circuit tout en respectant sa dynamique d'entrée. En électronique musicale, on le retrouve dans des potentiomètres, par exemple dans une pédale d'expression. 

## Diviseur de tension capacitif

Pont diviseur de tension capacitif.

En plus des diviseurs de tension résistifs, il existe également des diviseurs de tension capacitifs, constitués de deux capacités. S'ils ne permettent pas de diviser une tension continue — les condensateurs ne conduisant pas le courant si la tension à leurs bornes est continue — ils peuvent servir pour la tension alternative. Dans ce cas, une attention particulière doit être donnée au comportement dynamique de l'ensemble.
Dans le cas d'un diviseur de tension capacitif le rapport de conversion vaut :
{\displaystyle U_{2}=U\cdot {\frac {C_{1}}{C_{1}+C_{2}}}}

## Analogie
De façon analogue, le diviseur de tension peut s'appliquer en conduction thermique avec des résistances thermiques (qui s'associent de façon analogue aux résistances en électricité) et des différences de température.
Une analogie existe également en mécanique des fluides, où l’on associe le débit volumique à l’intensité du courant électrique, la différence de pression à la différence de potentiel électrique, et où l’on introduit une résistance hydraulique.